# Morellia nepalensis
Morellia nepalensis är en tvåvingeart som beskrevs av Adrian C. Pont 1972. Morellia nepalensis ingår i släktet Morellia och familjen husflugor.
Artens utbredningsområde är Nepal. Inga underarter finns listade i Catalogue of Life.